# Hermann Koch (Bildhauer)
Hermann Koch (* 11. September 1920 in Stolberg; † 4. Januar 1997 ebenda) war ein deutscher Maler, Bildhauer und Graphiker. Ab Februar 1949 arbeitete er als Grafiker in der grafischen Abteilung der Firma Mäurer & Wirtz, Stolberg. Als Prokurist war er bis zum Renteneintritt im Jahre 1985 Chef der Werbe-, Gestaltungs- und Grafikabteilung und somit Art-Direktor. Unter seiner Federführung wurden Kosmetikserien wie z. B. Tabac Original, Nonchalance, Gran Valor, Ravissa, Turnier, RIAR, Suggestion etc. zu national und international anerkannten Marken.

## Leben
Koch machte eine Ausbildung zum Lithograph. Im Zweiten Weltkrieg diente Koch bei der Kriegsmarine.
Danach besuchte er die Abteilung Graphik und Malerei der Kunstgewerbeschule Aachen, wo er mit Peters-Hardy zusammenarbeitete. Koch war Mitglied im Bund bildender Künstler NRW Köln-Essen. Bei der Firma Mäurer & Wirtz war er Leiter der Graphik- und Werbeabteilung. Es war sein Wunsch, im Norden Deutschlands auf hoher See bestattet zu werden.

## Ausstellungen (Auswahl)
- 1972/73:  Burg Galerie, Stolberg
- 1976:     Ausstellung des Bundes bildender Künstler NRW, Köln
- 1979:     Kleine Galerie Severin-Rautenberg, Aachen
- 1981:     Accademia Italia delle Arte e del Lavoro, Parma, Italien
- 1981:     De Kopermolen, Vaals, Niederlande
- 1988:     Galerie Ludwig Pitz, Breinig
- 1988:     17. Kleine Kunstausstellung, Kupferhof Grünenthal, Stolberg
- 2010:     Koch-Kunst im Museum Zinkhütter Hof, Stolberg
- 2013:     H. Koch in memoriam, Art-Department Villa Museum Zinkhütter Hof, Stolberg

## Werke (Auswahl)
Neben seiner Aufgabe als Chefdesigner mit bis zu 20 Mitarbeitern für das Kosmetik- und Seifenunternehmen M&W arbeitete Koch unabhängig als Kunstmaler. Sein künstlerischer Nachlass (Gemälde und Zeichnungen aus den Jahren 1938 bis 1988) wird von seiner Witwe Elke Koch in Langerwehe/Hamich kuratiert. Nach seinem Entwurf wurde eine Blaustein-Metall-Skulptur in Breinig auf dem Wilhelm-Pitz-Platz im Jahre 1988 gefertigt und aufgestellt. Der Eifel- und Heimatverein Breinig realisierte dieses Skulpturenprojekt im öffentlichen Raum an der Ecke Wilhelm-Pitz-Straße/Neustraße. Die Skulptur vereint die Elemente des Breiniger Heimatbodens Stein, Blaustein, Erze, Galmei sowie die Symbole für Musik und Wilderei.

## Kataloge
- Hermann Koch in memoriam, Katalog zur Ausstellung im ART-Department Villa Museum Zinkhütter Hof, 2013, Eigenverlag[2]

## Auszeichnungen
- 1979: Goldmedaille der Accademia Italia delle Arti e del Lavoro, Parma, Italien
- Goldmedaille der Accademia Italia, Salsomaggiore
- 1982: Diploma de Merito der Universita delle Arti Salsomaggiore, Terme, Italien
- 1984: Europäisches Banner der Accademia Europea
- Ehrenmedaille des International Parliament for Safety and Peace, Vereinigte Staaten